# SCSI

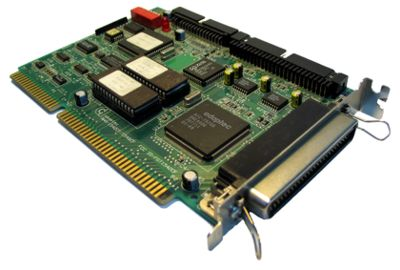
16 bits ISA SCSI controller

SCSI betekent Small Computer System Interface.
Dit is een bus die vooral gebruikt wordt om harde schijven en randapparaten zoals cd-rom-spelers en tapestreamers te koppelen op servers. Ook werd SCSI, vooral voor de komst van USB en Firewire, gebruikt om scanners aan te sluiten. De SCSI-bus en SCSI-schijven liggen aan de bovenkant van de markt en worden vooral gebruikt op de wat zwaardere computers, zoals werkstations, servers en minicomputers. SCSI-schijven hebben toerentallen tot 15000 rotaties per minuut (rpm). Omdat de SCSI-bus niet bezet hoeft te blijven terwijl een schijf bezig is met een zoekactie (in tegenstelling tot IDE) kan een systeem met meerdere SCSI-aansluitingen zeer hoge doorvoersnelheden halen.
De interface bevat een parallelle databus die 8 of in latere uitvoeringen 16 bits breed is. De 8-bitsuitvoeringen gebruiken 50-aderige kabels, voor 16 bits zijn dit 68 aders. Er zijn 3 respectievelijk 4 adreslijnen zodat 8 of 16 adressen voor de nummering van de aangesloten apparaten gebruikt kunnen worden. Eén adres is echter altijd in gebruik door de controller. De databus moet aan beide uiteinden afgesloten worden met een set afsluitweerstanden (terminators). Voor de LVD (Low Voltage Differential) uitvoeringen is deze afsluiting actief uitgevoerd, hiermee kan de bruikbare buslengte aanmerkelijk vergroot worden.
Van de 16 bitsuitvoering is ook een "hot pluggable" uitvoering beschikbaar. Deze gebruikt een 80 pinsaansluiting (SCA), waarin ook de voeding van de schijf meegenomen is. Deze laatste wordt veel toegepast in RAID-configuraties waarbij schijven verwisseld kunnen worden zonder dat het systeem uit de lucht gaat.

## Serial Attached SCSI
De laatste incarnatie van SCSI is Serial Attached SCSI (SAS), waarmee de gegevens serieel vervoerd worden. Deze heeft de SCSI in alle recente apparatuur vervangen. Het heeft met SCSI wel de commandotaal gemeen.

## Protocol
De commando's die voor SCSI gebruikt worden kunnen ook gebruikt worden voor communicatie met een SAN. Een veel toegepaste methode is iSCSI waarbij de verbinding gebruikmaakt van algemeen beschikbare netwerk hardware en protocollen. 

## Overzicht
| naam              | snelheid (MB/s) | databits | aansluitpennen  | maximale lengte |
| ----------------- | --------------- | -------- | --------------- | --------------- |
| SCSI              | 5               | 8        | 50 (ook wel 25) | 6m              |
| SCSI-2, Fast-SCSI | 10              | 8        | 50              | 1,5-3m          |
| Ultra SCSI        | 20              | 8        | 50              | 1,5-3m          |
| Ultra Wide SCSI   | 40              | 16       | 68              | 1,5-3m          |
| Ultra Wide SCSI   | 40              | 16       | 68              | 12m (LVD)       |
| Ultra2 Wide SCSI  | 80              | 16       | 68              | 1,5-3m          |
| Ultra2 Wide SCSI  | 80              | 16       | 68              | 12m (LVD)       |
| U160              | 160             | 16       | 68              | 12m (LVD)       |
| U320              | 320             | 16       | 68              | 12m (LVD)       |
| U640              | 640             | 16       | 68 of 80        | ??              |